# Temporada 2010-2011 del Bàsquet Manresa
Aquests foren els components de la plantilla del Bàsquet Manresa durant la temporada 2010-2011, a la Lliga ACB:
| Bàsquet Manresa - Plantilla 2010-2011 |                    |            |               |            |
| Núm.                                  | Jugador            | Posició    | Nacionalitat  | Alçada (m) |
| 00                                    | Rodrigo San Miguel | Base       | Espanya       | 1,86       |
| 4                                     | Jordi Grimau       | Base       | Catalunya     | 1,95       |
| 24                                    | Pierre Oriola      | Pivot      | Catalunya     | 2,06       |
| 8                                     | Romà Montañez      | Escorta    | Catalunya     | 1,93       |
| 12                                    | Àlex Llorca        | Escorta    | Catalunya     | 1,92       |
| 11                                    | Alex Hernández     | Base       | Espanya       | 1,90       |
| 14                                    | Alfons Alzamora    | Pivot      | Illes Balears | 2,06       |
| 17                                    | Serhí Hladir       | Aler       | Ucraïna       | 1,96       |
| 19                                    | Daniel López       | Base       | Espanya       | 1,88       |
| 20                                    | Larry Lewis        | Pivot      | Estats Units  | 2,13       |
| 55                                    | Uros Slokar        | Pivot      | Eslovènia     | 2,10       |
| 13                                    | Milan Majstorovic  | Aler pivot | Sèrbia        | 2,07       |

- Entrenador: Jaume Ponsarnau

## Plantilles anteriors
- Plantilla ACB 2007-2008

## Jugadors amb contracte temporal
- André Owens Ocupà durant 4 jornades la baixa de Montáñez i Llorca.
- Michael Ruffin Ocupà durant 6 jornades la baixa de Brian Cusworth.
- Larry Lewis Contractat durant la baixa de Nivins (6 mesos).